# Chuck Arnold
Chuck Arnold (Stamford, 30 mei 1926 – Santa Ana (Californië), 4 september 1997) was een Amerikaans Formule 1-coureur. Hij reed 1 race in deze klasse; de Indianapolis 500 in 1959.